# Cesare Fani
Cesare Fani (né à Pérouse, le 5 février 1844 et mort à Palerme le 5 février 1914) est un homme politique italien, patriote, avocat, trois fois sous-secrétaire au ministère de la Grâce, de la Justice et des Cultes, puis ministre dans le même ministère (1910-1911) dans le gouvernement Luzzatti, ainsi que vice-président de la Chambre des députés.

## Biographie
Cesare Fani est né en 1844 à Pérouse où il fait ses études. Le 20 juin 1859, il participe à l' insurrection de Pérouse contre l'armée papale et fréquente les cercles patriotiques jusqu'à l'annexion de l'Ombrie au royaume d'Italie. Au printemps 1866, il s'enrôle parmi les volontaires de Garibaldi, combattant en 1867 contre l'armée autrichienne dans le Trentin. Il obtient son diplôme en droit à l'université de Pérouse où il ouvre son cabinet.
Il s'implique dans la vie politique de Pérouse et est élu au conseil municipal de Pérouse en 1871, fonction qu'il occupe jusqu'en 1893, date à laquelle il démissionne en raison d'engagements parlementaires.
En 1886, il est élu député dans la première circonscription de Pérouse. Entré à la Chambre des députés pendant le septième ministère Depretis, Fani s'est rangé du côté de la droite historique, soutenant la politique de Marco Minghetti. Il participe aux travaux parlementaires et a été membre de la commission électorale. Sa première mission importante sa participation en 1893, à la commission d'enquête sur le scandale de la Banca Romana.
Pendant la période Giolitti, Fani devient l'un des parlementaires de droite les plus influents. En mars 1910, il entre dans le gouvernement Luzzatti en tant que titulaire du ministère de la Justice et de la Justice. En tant que ministre, il supervise la rédaction du projet de réforme électorale de Luzzatti et se distingue par sa fermeté dans la gestion de la politique ecclésiastique, défendant les prérogatives de l'État laïque. Son mandat ministériel prend fin avec la démission du gouvernement présenté par Luzzatti le 20 mars 1911. Dès lors il reprend son métier d'avocat jusqu'à sa mort avenue le 5 février 1914 à Palerme, où il s'était rendu pour plaider une affaire devant la Cour de cassation.